# 立体化学

不同類型的同分異構體。立體化學專注於立体异构體。

立体化学（stereochemistry）是研究分子实体中各原子在空间的相互间位置和排列，以及其因排列不同而造成立体异构体之间物理性质和化学反应的差异的一门学科。
立体化学属于化学分支学科，主要研究有机物分子在三维空间内的结构与反应行为。由于碳以及所有其他元素的化学键往往不是在二维平面上伸展的，于是就产生了相应的异构现象，由此产生了立体化学这门学科。
立体化学的一个重要次分支是手性分子的研究。 立体化学涵盖了有机的，无机的，生物的，物理的，尤其是超分子的化学的整个频谱。 立体化学包括确定和描述这些关系的方法。

## 历史
十九世纪中叶前，人们对有机化合物的认识一直停留在二维空间。随着有机技术和分析技术的发展，大量同分异构体被合成和发现，人们对有机化合物的认识才逐渐深入。当时人们认为二取代甲烷（CH2R2）有两种同分异构体，但是人们始终只能合成得到一种二取代甲烷。直到1874年，年仅22岁的荷兰科学家凡特霍夫提出碳原子成键的新解释。

## 重要性
序列法則(Cahn–Ingold–Prelog优先级规则)是描述一个分子的立体化学的系统的一部分。 它们以标准方式将原子围绕立体中心排列，从而可以清楚地描述这些原子在分子中的相对位置。 费歇尔投影式是一种在立体中心周围描绘立体化学的简化方法。

## 类型
- 阻转异构
- 同分异构
- 顺反异构
- 構相異構
- 非对映异构
- 对映异构